# Милош Милутинович
Милош Милутинович (сербохорв. Miloš Milutinović, 5 лютого 1933, Баїна-Башта — 28 січня 2003, Белград) — югославський футболіст, що грав на позиції нападника. По завершенні ігрової кар'єри — тренер.
Виступав, зокрема, за клуб «Партизан», а також національну збірну Югославії. Триразовий володар Кубка Югославії. Чемпіон Югославії (як тренер). Володар Кубка Югославії (як тренер). Чемпіон Туреччини (як тренер).

## Клубна кар'єра

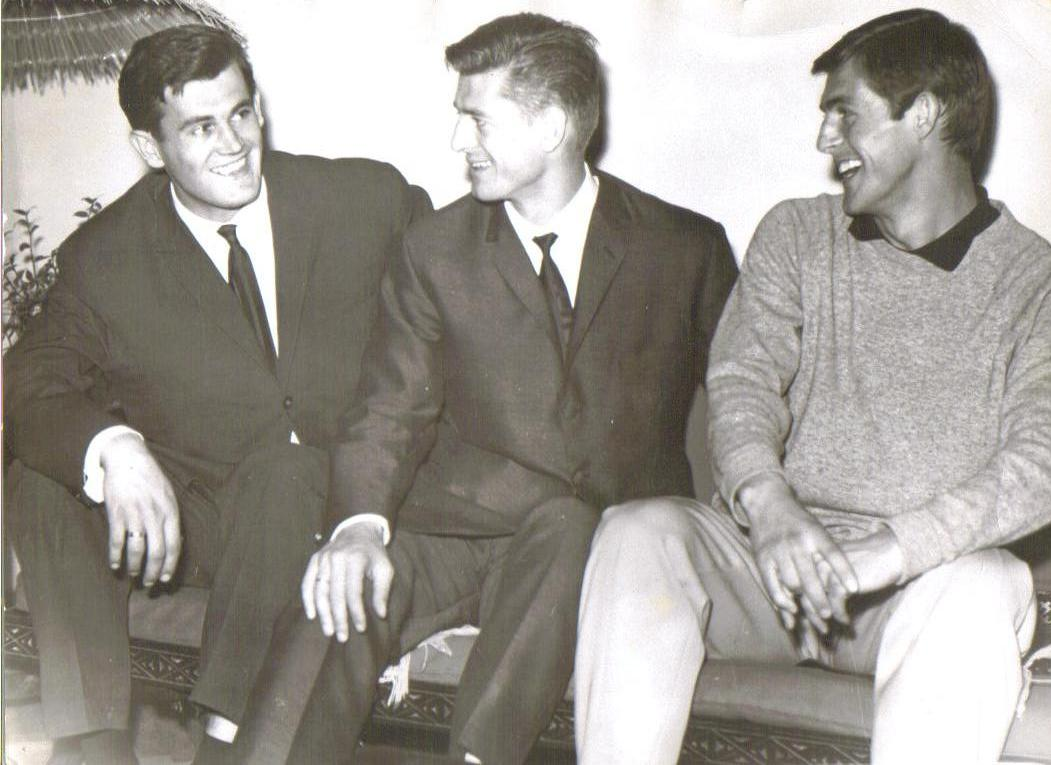
Брати Милутиновичі: Милорад, Милош та Бора

У дорослому футболі дебютував 1952 року виступами за команду клубу «Партизан», в якій розпочинав грати з молодшим братом Милорадом. Провів у цій белградській команді шість сезонів, взявши участь у 87 матчах чемпіонату. У складі «Партизана» був одним з головних бомбардирів команди, маючи середню результативність на рівні 0,61 голу за гру першості.
Згодом з 1958 по 1965 рік грав у складі команд клубів ОФК (Белград), «Баварія», «Расінг» (Париж) та «Стад Франсе».
Завершив професійну ігрову кар'єру у клубі ОФК (Белград), у складі якого вже виступав раніше. Прийшов до команди 1968 року, захищав її кольори до припинення виступів на професійному рівні у 1969.

## Виступи за збірну
1953 року дебютував в офіційних матчах у складі національної збірної Югославії. Протягом кар'єри у національній команді, яка тривала 6 років, провів у формі головної команди країни 33 матчі, забивши 16 голів.
У складі збірної був учасником чемпіонату світу 1954 року у Швейцарії, чемпіонату світу 1958 року у Швеції.

## Кар'єра тренера
Розпочав тренерську кар'єру, ще продовжуючи грати на полі, 1966 року, очоливши тренерський штаб клубу ОФК (Белград).
1977 року став головним тренером команди «Бешікташ», тренував стамбульську команду один рік.
Згодом протягом 1982—1984 років очолював тренерський штаб клубу «Партизан».
1984 року прийняв пропозицію попрацювати зі збірною СФРЮ. Залишив збірну Югославії 1986 року.
Протягом одного року, починаючи з 1986, був головним тренером команди «Бешікташ».
Протягом тренерської кар'єри також очолював команди клубів «Дубочика», «Пролетер», «Атлас», «Вележ» та «Алтай».
Останнім місцем тренерської роботи був клуб «Партизан», головним тренером команди якого Милош Милутинович був з 1990 по 1991 рік.
Помер 28 січня 2003 року на 70-му році життя у місті Белград.

## Титули і досягнення

### Як гравця
- Володар Кубка Югославії (3):

«Партизан»: 1952, 1953—1954, 1956—1957
- Чемпіон Європи (U-18): 1951

### Як тренера
- Чемпіон Югославії (1):

«Партизан»: 1982–1983
- Володар Кубка Югославії (1):

«Вележ»: 1981
- Чемпіон Туреччини (1):

«Бешікташ»: 1986–1987

### Особисті
- Найкращий бомбардир Кубка європейських чемпіонів 1955–1956 (8)